# 比爾基 (茲米伊夫市鎮)
49°43′5″N 36°3′19″E / 49.71806°N 36.05528°E
比爾基（烏克蘭語：Бірки）是位於烏克蘭東部的村莊，由哈爾科夫州丘胡伊夫区的茲米伊夫市鎮負責管轄。該村始建於1659年，面積1.31平方公里，海拔高度126米，2001年人口2,936，人口密度每平方公里2,241.2人。